# Антонаракис, Стилианос
Стилиано́с Э. Антонара́кис (греч. Στυλιανός Αντωναράκης, англ. Stylianos Antonarakis; род 1951) — швейцарский генетик греческого происхождения. Профессор и руководитель кафедры генетической медицины медицинского факультета Женевского университета, а также директор Женевского института генетики и геномики (аббр. iGE3 от англ. Institute of Genetics and Genomics of Geneva). По инициативе Антонаракиса, 21 марта, начиная с 2006 года, отмечается как Международный день человека с синдромом Дауна.
С 2013 года - президент Международной организации по изучению генома человека.
Член научного совета Швейцарского национального научного Фонда, а также председатель генетической панели Европейского исследовательского совета.
Был президентом Европейского общества генетики человека.
Окончил Афинский национальный университет имени Каподистрии с медицинской степенью и Школу медицины университета Джонса Хопкинса (Балтимор, США) со степенью в области генетики человека.
Круг научных интересов Антонаракиса включает: изучение взаимосвязи между геномной и фенотипической изменчивостью, в частности функциональный анализ генома, влияние генетической изменчивости человека на фенотипическую, молекулярный патогенез трисомии по хромосоме 21 и полигенных признаков, функциональная характеристика консервативных участков генома, занимается разработкой диагностики и профилактики наследственных заболеваний, а также изучает социальные последствия развития генетики и исследований генома.
Профессор Антонаракис является соавтором более 620 научных статей, и включён Институтом научной информации в список высоко цитируемых учёных (с h-индексом равным 94). Является соредактором классического учебника «Генетика в медицине» («Genetics in Medicine»), а также редактором научных журналов «Annual Review of Genetics», «Genomics and Genome Research» и «eLife».